# Peperomia rhomboides
Peperomia rhomboides är en pepparväxtart som beskrevs av Gustav Adolf Hugo Dahlstedt. Peperomia rhomboides ingår i släktet peperomior, och familjen pepparväxter. Inga underarter finns listade i Catalogue of Life.